# Moisiej Spiwak
Moisiej Siemionowicz Spiwak (ros. Моисей Семёнович Спивак, ur. 1902 w Horodyszczu w guberni kijowskiej, zm. ?) – polityk Ukraińskiej SRR, organizator ruchu partyzanckiego, I sekretarz Komitetu Obwodowego KP(b)U w Żytomierzu (1944-1949).
Od 1927 członek WKP(b), od 1932 funkcjonariusz partyjny, od 1938 III sekretarz Komitetu Obwodowego KP(b)U w Kijowie. Od 18 czerwca 1938 do 13 maja 1940 członek Komisji Rewizyjnej KP(b)U, w 1939 kierownik Wydziału Zarządzania Organami Partyjnymi/Wydziału Kadr KC KP(b)U, od 17 maja 1940 do 25 stycznia 1949 członek KC KP(b)U i Biura Organizacyjnego KC KP(b)U, od 12 maja 1942 członek Rady Wojskowej Frontu Południowo-Zachodniego, od 30 maja 1942 zastępca szefa Ukraińskiego Sztabu Ruchu Partyzanckiego. Od 2 października 1942 do 29 czerwca 1943 sekretarz nielegalnego KC KP(b)U, w latach 1944-1949 I sekretarz Komitetu Obwodowego KP(b)U w Żytomierzu. Odznaczony Orderem Lenina (7 lutego 1939) i Orderem Wojny Ojczyźnianej I klasy (1945).